# كهف ذا ماوندز
كهف ذا ماوندز (بالإنجليزية: Cave of the Mounds)‏؛ هو كهف يقع في مقاطعة دان في الولايات المتحدة.

## السياحة
يعد «كهف ذا ماوندز» أحد مواقع الجذب السياحي في مقاطعة دان في ولاية ويسكونسن الأمريكية.